# Hans-Josef Becker
Hans-Josef Becker (Belecke, 8 de junho de 1948) é um prelado alemão da Igreja Católica, arcebispo emérito da metropolita da província central alemã de Paderborn.

## Vida
Hans-Josef Becker se formou no ensino médio em 1967 em Rüthen. Ele completou um diploma de ensino, que ele completou com o segundo exame estadual em 1972. Ele então estudou teologia e filosofia católica em Paderborn e Munique. Em 11 de junho 1977, ele recebeu através da Paderborn Arcebispo Johannes Joachim Degenhardt o sacerdócio. De 1979 a 1995, trabalhou como pastor em Minden, Paderborn e Lippstadt, Durante os próximos quatro anos, Hans-Josef Becker dirigiu o Departamento Pastoral Central do Vicariato do Arcebispo em Paderborn.
Em 9 de dezembro de 1999, foi nomeado Bispo Titular de Vina pelo Papa João Paulo II e nomeou bispo auxiliar em Paderborn. A ordenação episcopal doou-lhe em 23 de janeiro de 2000 o arcebispo Johannes Joachim Cardeal Degenhardt; Os co-conselheiros foram o então bispo auxiliar em Paderborn e depois bispo de Fulda Heinz Josef Algermissen e o então bispo auxiliar em Paderborn e mais tarde arcebispo de Munique-Freising Reinhard Marx. Seu lema episcopal é In verbo autem tuo - On Your Word (Lc 5: 5).
Ele foi nomeado no início de 2002 Domkapitular nomeado, e após a morte do Cardeal Degenhardt em Julho de 2002 elegeu Metropolitan capítulo para Administrador diocesano da Arquidiocese de Paderborn. Após sua eleição como Arcebispo pela Metropolitan Capítulo Hans-Josef Becker foi nomeado em 3 de Julho de 2003 pelo Papa João Paulo II como Arcebispo de Paderborn.  ; A inauguração ocorreu em 28 de setembro de 2003.
Nos Conferência Episcopal Alemã Becker é membro da Assembleia Geral e do Conselho Permanente. Desde 2006, ele presidiu a Comissão de Educação e Escola. Como representante da Conferência Episcopal Alemã, é membro do Comité Central de Católicos Alemães e membro da "Conferência Conjunta". Ele também é Magnus Cancellarius da Faculdade de Teologia Paderborn.
2005 Hans-Josef Becker do Cardeal Grão-Mestre Cardinal Furno Carlo para o Grande Oficial da Ordem do Santo Sepulcro em Jerusalém nomeado em 21 de Maio de 2005 na Catedral de Paderborn pelo Bispo Anton Schlembach, investiu Grão Prior do Lieutenancy alemão na Ordem. Em 2016, foi sucedido pelo bispo de Aachen, Heinrich Mussinghoff Prior, da Ordem da Renânia-Vestefália da Pontifícia Ordem dos Leigos.
Em julho de 2012, o arcebispo Becker foi nomeado novo co-presidente da Comissão Internacional de Diálogo Católico Católico Romano (IRAD) pelo Presidente do Pontifício Conselho para as Nações Unidas Kurt Cardeal Koch . O Papa Francis enfatizou explicitamente em um discurso que o trabalho desta comissão de diálogo desempenha um papel importante no entendimento entre a Igreja Católica ea União de Utrecht das Igrejas Católicas Antigas .
Teve sua renúncia aceita pelo Papa Francisco em 1 de outubro de 2022.

## Brasão e lema
O brasão está gravado, mostra no campo 1 uma cruz dourada em um fundo vermelho, o brasão da Arquidiocese de Paderborn. Campo 2 uma cruz de ouro no pintinho em um fundo azul, o brasão do condado da abadia beneditina , seu lugar de nascimento Belecke foi até 1803 provador do mosteiro. Campo 3 uma plumagem de pavão verde em um fundo dourado, símbolo de São Liborius, a diocese de Paderborn. Campo 4 uma cruz de âncora vermelha em terra prateada/branca, uma indicação de que os bispos príncipes de Paderborn eram Condes de Pyrmont até 1802.
No topo do brasão de armas do pálio dos metropolitas, por trás na posição vertical o hash do Arcebispo e mitra do bispo verde (galero) com 20 borlas (Fiocchi) em quatro linhas, direita e esquerda pendurado. Abaixo do escudo, a fita com o lema.
Seu lema é: Em verbo autem tuo ("Na sua palavra"), as palavras de Pedro após a pesca mal sucedida para tentar novamente com a palavra de Jesus, do Evangelho de Lucas ( Luke 5.5  EU ).

## Honras e Prêmios
- Membro honorário da Fraternidade Católica KDSt.V. Guestfalo-Silesia Paderborn em CV (2002)
- Comandante com Estrela da Ordem do Santo Sepulcro (2005)
- Admissão à Irmandade Animada em Roma (2013)

## Literatura
- Manfred Grothe (ed.): Na sua palavra. Inauguração do arcebispo Hans-Josef Becker . Boniface-Verlag, Paderborn 2004, ISBN 3-89710-281-1